# Mithotyn
Mithotyn byla švédská kapela z Mjölby, která hrála viking/black metal. Zformovala se v roce 1992 pod názvem Cerberus, v roce 1993 se přejmenovala na Mithotyn.
Debutní studiové album s názvem In the Sign of the Ravens vyšlo v dubnu 1997 u německé firmy Invasion Records, druhé dlouhohrající album King of the Distant Forest vyšlo v prosinci téhož roku.
Kapela zanikla v roce 1999, celkem vydala tři dlouhohrající alba. Stefan Weinerhall a Karsten Larsson založili power metalovou skupinu Falconer.

## Diskografie

### Dema
- Behold the Shields of Gold (1993)
- Meadow in Silence (1994)
- Nidhogg (1995)
- Promo '96 (1996)

### Studiová alba
- In the Sign of the Ravens (1997)
- King of the Distant Forest (1997)
- Gathered Around the Oaken Table (1999)

### Kompilační alba
- Carved in Stone - The Discography (2013)

## Členové kapely

### Poslední známá sestava
- Rickard Martinsson – vokály, baskytara
- Stefan Weinerhall – kytara
- Karl Beckmann – kytara, klávesy
- Karsten Larsson – bicí

### Dřívější členové
- Helene Blad – vokály, klávesy (sestra Mathiase Blada z kapely Falconer)
- Christian "Christer" Schütz – vokály, baskytara
- Johan – kytara (v kapele Cerberus, odešel před přejmenováním na Mithotyn)